# Sha'ar LaMathil
Sha’ar LaMathil (in lingua ebraica שער למתחיל, ossia "la porta dei principianti") è un periodico israeliano rivolto agli olim, ossia ai nuovi immigranti che non parlano ancora la lingua ebraica, e in particolare a coloro che la stanno studiando ad un ulpan.

Il settimanale è stampato in ebraico semplice e con glosse proprio per facilitare la lettura e la comprensione esatte del testo. Il settimanale è venduto in tutto il paese, particolarmente in quelle aree in cui sono presenti i candidati di aliya. Viene pubblicato a Tel Aviv come supplemento del giornale Yedioth Ahronoth, anche se la relativa edizione è fatta insieme con il Ministero della Pubblica Istruzione israeliano.